# 雷普魯瓦河
43°19′51″N 40°12′17″E / 43.33083°N 40.20472°E

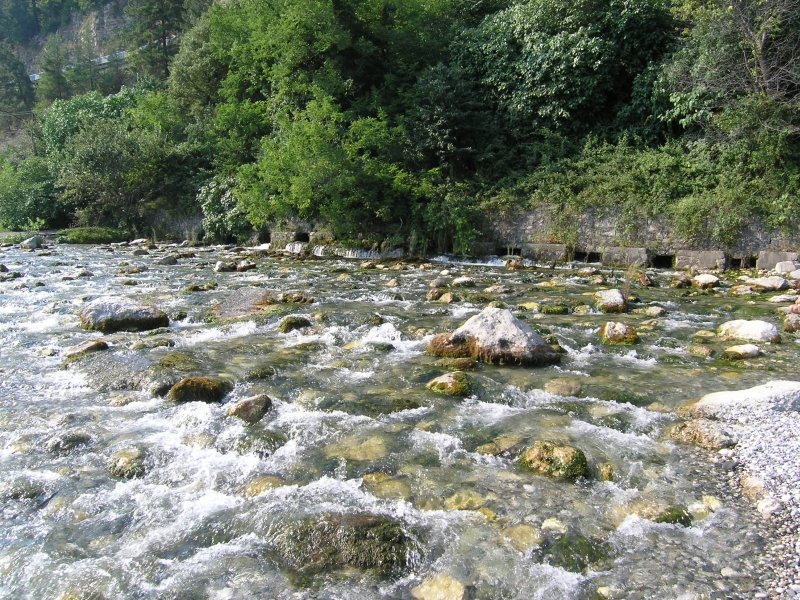

雷普魯瓦河是格魯吉亞的河流，位於該國西部阿布哈茲的加格拉區，河道全長0.03公里，發源自庫魯伯亞拉洞穴，最終注入黑海。